# Elodie Van den Bossche
Elodie Huyghe-Van den Bossche (Adegem, 24 oktober 1898 — Eeklo, 12 juni 2007) was bij haar overlijden de derde oudste mens van België. Markant is wel dat ze met haar 108 jaar zelfs niet eens de oudste inwoner van de stad Eeklo was. Die eer moest ze laten aan haar ruim 109-jarige achternicht en oudste Belg, Irma Van de Voorde-Notteboom, die later dat jaar in augustus ook overleed.

## Huwelijk
Ze was gehuwd met Arthur Huyghe en woonde op een boerderij aan de Tieltsesteenweg te Eeklo. Zij hadden één dochter, die tot op het laatst voor haar moeder heeft gezorgd.